# Макс Фріш
Макс Рудольф Фріш (15 травня 1911 , Цюрих  — 4 квітня 1991 , Цюрих ) — швейцарський прозаїк, драматург і публіцист, який вважався одним з найкращих у німецькомовній літературі другої половини XX століття.
У своїх творах Фріш приділяв велику увагу проблемам людської самоідентифікації, індивідуальності, відповідальності, моралі та політичної волі. У післявоєнних публікаціях його ключовим елементом стає іронія. Входив до «Групи Ольтен» (нім. Gruppe Olten) — асоціації швейцарських авторів, що існувала з 1971 по 2002 рік.

## Біографія
Батько Макса Фріша, виходець з Австрії Франц Бруно Фріш, був архітектором, мати Кароліна Буттіна Фріш (уроджена Вільдермут) працювала гувернанткою. Після закінчення Цюрихської реальної гімназії, майбутній письменник вчиться з 1930 по 1932 роки в Цюрихському університеті, вивчаючи германістику.
Після смерті батька у 1932 році Фріш кидає навчання та йде працювати журналістом та оглядачем до газети «Neue Zürcher Zeitung», однієї з найголовніших газет Швейцарії. У нього склалися суперечливі стосунки з NZZ, оскільки його радикалізм контрастував з консервативними поглядами, які поширювала його газета. 1933 року він подорожував Східною та Південно-Східною Європою; 1935 року вперше відвідує Німеччину. В цей час пише «Юрг Рейнгарт» (1934 р.) та «Відповідь з тиші» (1937 р.).
1936 року вступає на архітектурний відділ Цюрихської вищої технічної школи, який закінчує 1940-го року. В цей період Макс Фріш читає роман Ґотфріда Келлера «Зелений Генріх», розчаровується у власній творчості і на деякий час припиняє писати.
Перший відомий архітектурний проєкт Макса Фріша було здійснено 1942 року, коли він виграв тендер на конструювання публічного басейну в самому центрі Цюриха (the Letzigraben).
Під час Другої світової війни Фріша мобілізують до армії, де він починає вести літературний щоденник, який публікується 1940-го року під назвою «Сторінки з речового мішка»; пізніше з'являється роман «Важкі люди, або J'adore ce qui me brule», що з французької перекладається як «Обожнюю те, що мене спалює».

Макс Фріш і Фрідріх Дюрренматт. 1963

1947 року Макс Фріш зустрічається з Бертольтом Брехтом у Цюриху. 1951 року він отримує грант від Фонду Рокфеллера та проводить один рік в США. Після 1955 року він працює виключно як вільний письменник. Його пізнання післявоєнної Європи яскраво описується в літературному щоденнику 1946–1949 років; він складався з перших нарисів його подальших робіт.
Попри творчу діяльність, Макс Фріш до 1960-х років заробляє на життя працею архітектора.
Одночасно, починаючи з другої половини 1940-х років, він працює для театру й пише п'єси «Санта Крус», «Вони знов співають», «Китайський мур» та інші.
Протягом 1950-их та 1960-их років Фріш пише кілька романів, які розкривають проблеми віддалення та тотожності сучасних суспільств. Це «Штіллер» (1954 рік), «Homo Фабер» (1957 рік) та «Назву себе Гантенбайн» (1964 рік), які принесли йому світове визнання. До того ж він пише політичні п'єси, такі як «Андорра» та «Бідерман і палії». Все це довершується його літературним щоденником, що складаються з сучасних медіарепортажів та парадоксальних анкет.

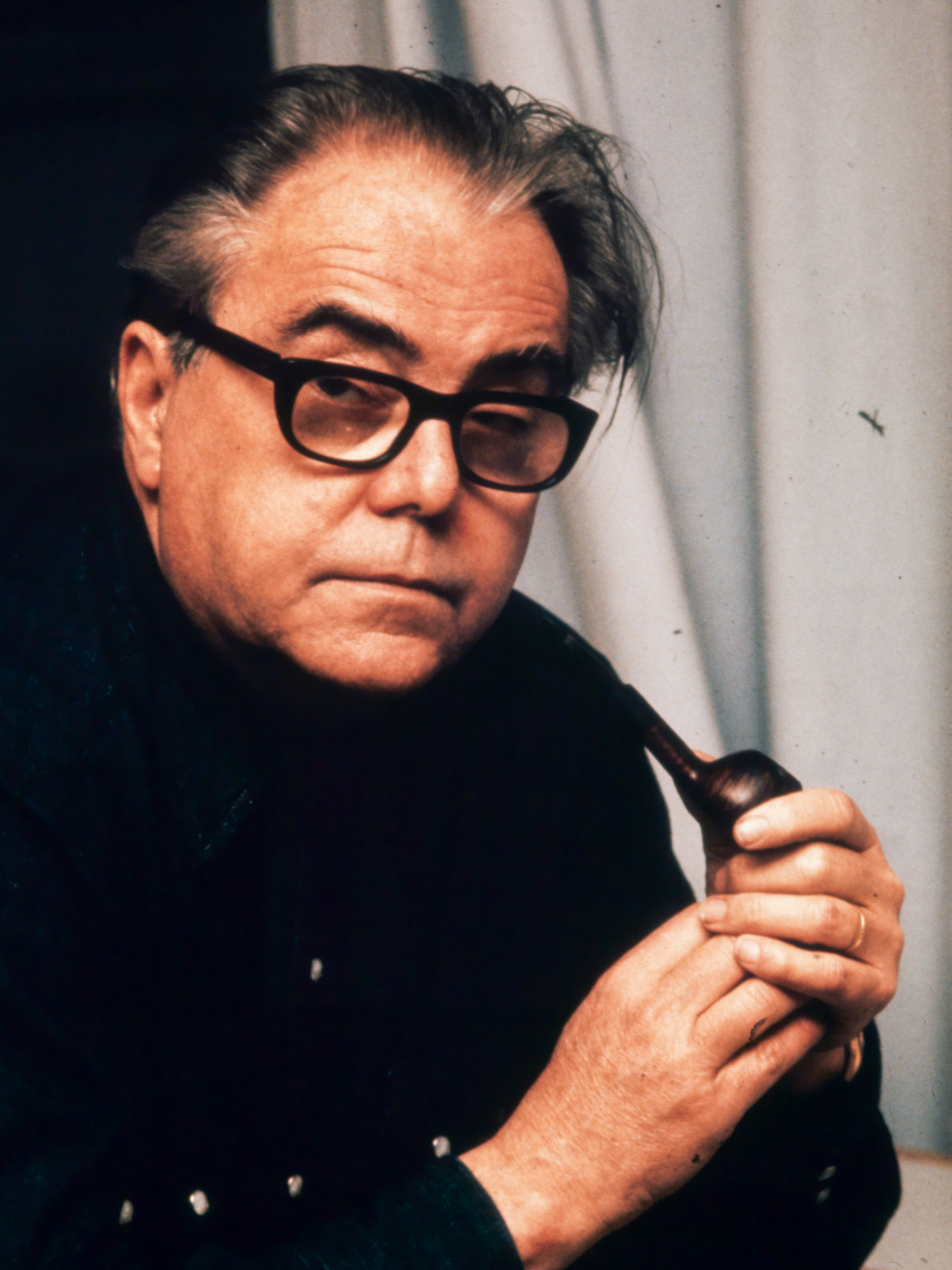
Макс Фріш. 1974

В 1960-ті роки Макс Фріш багато подорожує, відвідує Японію, Сполучені Штати Америки та інші держави. 1972 року він оселяється у Берліні, а на початку 1980-х переїжджає до США, де проживає у Нью-Йорку з Еліс Лок-Кері, якій присвячено частину нещодавно віднайдених і ще не виданих літературних щоденників Макса Фріша.
Макс Рудольф Фріш помер від раку 4 квітня 1991 року в Цюриху. Разом з Фрідріхом Дюрренматтом Макс Фріш вважається одним з найвпливовіших письменником XX століття. Він отримував нагороди від Марбурзького університету Німеччини в 1962 році, Бардського коледжу в 1980 році, Нью-Йоркського університету в 1982 році, Бірмінгемського університету в 1984 році та Берлінського технічного університету в 1987 році. Він також отримав багато важливих німецьких літературних премій, таких як Премія Георга Бюхнера в 1958 році, Премія миру німецьких книгарів в 1976 році та Премія Генріха Гейне в 1989 році. В 1965 році він отримує Єрусалимську премію за свободу індивідуальності в суспільстві.
Деякі головні теми його творів були присвячені пошуку або втраті самоідентифікації; вині або невинуватості (духовна криза сучасного світу після проголошення Ніцше про те, що «Бог мертвий»); технологічна всемогутність (людське переконання в тому, що все можливо і технології дозволяють людям контролювати все) проти долі (особливо в «Homo Фабер»); а також створенню Швейцарією собі іміджу толерантної демократії, яка базується на консенсусі — критика цього переконання як ілюзії та змальовування людей (особливо швейцарців), які налякані їх власною свободою та стурбовані головним чином контролем кожної частини їхнього життя.

## Вибрані твори

### Оригінальні видання

#### Романи і повісті
- «Юрг Райгарт» (нім. Jürg Reinhart. Eine sommerliche Schicksalsfahrt). Роман. Deutsche Verlags-Anstalt, Штутгарт, 1934
- «Відповідь з тиші» (нім. Antwort aus der Stille). Повість. Deutsche Verlags-Anstalt, Штутгарт, 1937
- «Важкі люди, або J'adore ce qui me brûle» (нім. Die Schwierigen oder J’adore ce qui me brûle). Роман. Atlantis, Цюрих, 1944
- «Бін, або Подорож до Пекіна» (нім. Bin oder Die Reise nach Peking). Atlantis, Цюрих, 1945
- «Штіллер» (нім. Stiller). Роман. Suhrkamp Verlag, Франкфурт-на-Майні, 1954
- «Homo Фабер» (нім. Homo faber). Suhrkamp Verlag, Франкфурт-на-Майні, 1957
- «Назву себе Гантенбайн» (нім. Mein Name sei Gantenbein). Роман. Suhrkamp Verlag, Франкфурт-на-Майні, 1964
- «Монток» (нім. Montauk). Повість. Suhrkamp Verlag, Франкфурт-на-Майні, 1975
- «Людина з'являється в епоху Голоцена» (нім. Der Mensch erscheint im Holozän). Повість. Suhrkamp Verlag, Франкфурт-на-Майні, 1979
- «Синя борода» (нім. Blaubart). Повість. Suhrkamp Verlag, Франкфурт-на-Майні, 1982

#### Щоденники
- «Сторінки з речового мішка» (нім. Blätter aus dem Brotsack. Geschrieben im Grenzdienst 1939). Atlantis, Цюрих, 1940
- «Щоденник із Маріон» (нім. Tagebuch mit Marion). Atlantis, Цюрих, 1947
- «Щоденник 1946—1949» (нім. Tagebuch 1946–1949). Suhrkamp Verlag, Франкфурт-на-Майні, 1950
- «Щоденник 1966—1971» (нім. Tagebuch 1966–1971). Suhrkamp Verlag, Франкфурт-на-Майні, 1972

#### Есе та інша проза
- «Обережно: Швейцарія!» (нім. Achtung: Die Schweiz). Памфлет (разом з Lucius Burckhardt та Markus Kutter), Handschin, Базель, 1955
- «Суспільство як партнер» (нім. Öffentlichkeit als Partner) Промови та есе. Suhrkamp Verlag, Франкфурт-на-Майні, 1967
- «Спомини про Брехта» (нім. Erinnerungen an Brecht). Friedenauer Presse, Берлін, 1968
- «Вільгельм Телль для школи» (нім. Wilhelm Tell für die Schule). Suhrkamp Verlag, Франкфурт-на-Майні, 1971
- «Солдатська книжка» (нім. Dienstbüchlein). Suhrkamp Verlag, Франкфурт-на-Майні, 1974
- «Ми сподіваємося», промова з приводу нагородження Премією миру німецьких книгарів (нім. Wir hoffen. Rede zum Friedenspreis des Deutschen Buchhandels 1976). Suhrkamp Verlag, Франкфурт-на-Майні, 1976
- «Вимоги дня. Портрети, нариси, промови 1943—1982» (нім. Forderungen des Tages. Portraits, Skizzen, Reden 1943–1982). Suhrkamp Verlag, Франкфурт-на-Майні, 1983
- «Швейцарія без армії?» (нім. Schweiz ohne Armee?). Limmat, Цюрих, 1989
- «Швейцарія як батьківщина? Спроби через п'ятдесят років» (нім. Schweiz als Heimat? Versuche über 50 Jahre). Suhrkamp Verlag, Франкфурт-на-Майні, 1990

#### П'єси
- «Санта Крус» (нім. Santa Cruz). Schwabe, Базель, 1947 (створено 1944 р.)
- «Вони знов співають» (нім. Nun singen sie wieder). Schwabe, Базель, 1946
- «Китайський мур» (нім. Die Chinesische Mauer). Schwabe, Базель, 1947
- «Коли скінчилась війна» (нім. Als der Krieg zu Ende war). Schwabe, Базель, 1949
- «Граф Едерлянд» (нім. Graf Öderland). Suhrkamp Verlag, Франкфурт-на-Майні, 1951
- «Дон Жуан або Любов до геометрії» (нім. Don Juan oder Die Liebe zur Geometrie). Suhrkamp Verlag, Франкфурт-на-Майні, 1953
- «Бідерман і палії» (нім. Biedermann und die Brandstifter). Suhrkamp Verlag, Франкфурт-на-Майні, 1958
- «Велика лють Філіпа Готца» (нім. Die große Wut des Philipp Hotz). Франкфурт-на-Майні, 1958
- «Андорра» (нім. Andorra). Suhrkamp Verlag, Франкфурт-на-Майні, 1961
- «Біографія» (нім. Biografie). Suhrkamp Verlag, Франкфурт-на-Майні, 1967
- «Триптих. Три сценічні картини» (нім. Triptychon. Drei szenische Bilder). Suhrkamp Verlag, Франкфурт-на-Майні, 1978

## Переклади та видання українською
- «Китайський мур» / пер. з нім. Миколи Дятленка // Всесвіт. — 1972. — № 4. (e-book на сайті Chtyvo.org.ua [Архівовано 13 грудня 2016 у Wayback Machine.])
- «Штіллер» / пер. з нім. Євгена Поповича; післямова Дмитра Затонського. — К.: Дніпро, 1970. — 382 с. (e-book на сайті Chtyvo.org.ua [Архівовано 23 січня 2017 у Wayback Machine.])
- «Homo Фабер: Сповідь» / пер. з нім. Олекси Логвиненка. — 2-ге вид. — К.: Вид-во Соломії Павличко «Основи», 2003 . — 267 с. — (Зарубіжна класика).
- «Штіллер» / пер. з нім. Євгена Поповича; передмова Дмитра Затонського. — Харків: Фоліо, 2006. — 384 с. — (Бібліотека світової літератури).
- «Нехай мене звуть Ґантенбайн» / пер. з нім. П. В. Таращука. — Харків: Фоліо, 2010. — 284 с. — (Бібліотека світової літератури). (e-book на сайті Chtyvo.org.ua [Архівовано 31 січня 2017 у Wayback Machine.])